# Deux Nigauds cow-boys
Pour les articles homonymes, voir Cowboy.
Pour plus de détails, voir Fiche technique et Distribution.
Deux Nigauds cow-boys (Ride 'Em Cowboy) est une comédie américaine, en noir et blanc, réalisée par Arthur Lubin et sortie en 1942. Ce film met en scène le duo comique Abbott et Costello et fait partie de la série Deux Nigauds.

## Synopsis
Deux vendeurs de friandises travaillant sur des rodéos ont des ennuis avec leur patron. Pour lui échapper, ils montent dans un train roulant vers le Far West. Là-bas, ils se font engager comme cow-boys alors qu'ils ne connaissent rien au métier …

## Fiche technique
- Titre : Deux Nigauds cow-boys
- Titre original : Ride 'Em Cowboy
- Réalisation : Arthur Lubin
- Scénario : True Boardman (en), John Grant, Harold Shumate (en), Edmund Hartmann (en)
- Musique : Frank Skinner
- Directeur de la photographie : John W. Boyle
- Montage : Philip Cahn
- Direction artistique : Jack Otterson
- Décors : Russell A. Gausman
- Costumes : Vera West
- Production : Alex Gottlieb, Universal Pictures
- Pays de production :  États-Unis
- Genre : Comédie
- Durée : 86 minutes
- Dates de sortie :
  - États-Unis : 13 février 1942
  - France : 16 août 1950
- Affiche : René Lefèbvre (France)

## Distribution
- Bud Abbott : Duke
- Lou Costello : Willoughby
- Dick Foran : Bronco Bob Mitchell
- Anne Gwynne : Anne Shaw
- Johnny Mack Brown : Alabam' Brewster
- Ella Fitzgerald : Ruby
- Samuel S. Hinds : Sam Shaw
- Douglass Dumbrille : Jake Rainwater
- Morris Ankrum : Ace Anderson
- Chief Yowlachie : Chef Tomahawk

Acteurs non crédités
- Hank Bell : caméo
- Iron Eyes Cody : un indien
- Dorothy Dandridge : une danseuse
- Charles Lane : Martin Manning

## Distinction
- Saturn Award 2005 : nomination pour le Saturn Award de la meilleure collection DVD (au sein du coffret The Best of Abbott and Costello, vol. 1-3)